# Bleach (album)
Bleach este primul album de studio al trupei grunge Nirvana. A fost lansat în 1989 prin casa de discuri independentă Sub Pop.

## Melodii
Toate cântecele, în afară de Love Buzz, au fost compuse de Kurt Cobain.
1989 vinil
1. "Blew" – 2:55
2. "Floyd the Barber" – 2:18
3. "About a Girl" – 2:48
4. "School" – 2:42
5. "Love Buzz" (Robbie van Leeuwen) – 3:35
6. "Paper Cuts" – 4:06
7. "Negative Creep" – 2:56
8. "Scoff" – 4:10
9. "Swap Meet" – 3:03
10. "Mr. Moustache" – 3:24
11. "Sifting" – 5:22

1992 reemitere CD
1. "Big Cheese" (Cobain, Krist Novoselic) – 3:42 (originally the B-side of the "Love Buzz" single)
2. "Downer" – 1:43

(Note: the U.K. version of Bleach didn't feature "Love Buzz" until the 1992 reissue, "Big Cheese" featuring in its place.)
2009 relansare (Pine Street Theatre live performance recorded 9 februarie 1990 – Portland, Oregon)
1. "Intro" – 0:53
2. "School" – 2:36
3. "Floyd the Barber" – 2:17
4. "Dive" (Cobain, Novoselic) – 3:42
5. "Love Buzz" (van Leeuwen) – 2:58
6. "Spank Thru" – 2:59
7. "Molly's Lips" (Eugene Kelly, Frances McKee) – 2:16
8. "Sappy" – 3:19
9. "Scoff" – 3:53
10. "About a Girl" – 2:28
11. "Been a Son" – 2:01
12. "Blew" – 4:32

## Personal
- Kurt Cobain – vocal, chitară (creditat ca "Kurdt Kobain")[11]
- Krist Novoselic – chitară bas (creditat ca "Chris Novoselic")[11]
- Chad Channing – baterie

Personal sumplimentar
- Dale Crover – baterie pe "Floyd the Barber", "Paper Cuts", și "Downer"
- Jack Endino – producător muzical
- Tracy Marander – fotografie
- Charles Peterson – fotografie
- Lisa Orth – design
- Jane Higgins – execuție

## Clasamente
| Clasamente (1992)               | Poziții de top |
| ------------------------------- | -------------- |
| Australian Albums Chart         | 34             |
| Austrian Albums Chart           | 26             |
| Belgium Albums Chart (Wallonia) | 23             |
| Finnish Albums Chart            | 24             |
| German Albums Chart             | 24             |
| Japanese Albums Chart           | 46             |
| New Zealand Albums Chart        | 30             |
| UK Albums Chart                 | 33             |
| US Billboard 200                | 89             |

## Certificări
| Regiune | Certificări | Vânzări    |
| --- | ----------- | ---------- |
| Canada (Music Canada) | Gold        | 50,000^    |
| Franța (SNEP) | 2× Gold     | 200.000*   |
| Polonia (ZPAV) | Gold        | 50.000*    |
| Regatul Unit (BPI) | Platinum    | 300.000^   |
| Statele Unite (RIAA) | Platinum    | 1.000.000^ |
| *cifrele de vânzări sunt bazate pe un singur certificat ^cifrele cargo sunt bazate pe un singur certificat xcifrele nespecificate sunt bazate pe un singur certificat |             |            |

## Istoric lansări
| An   | Tip                 | Record             | Catalog    | Ref    |
| ---- | ------------------- | ------------------ | ---------- | ------ |
| 1989 | Compact Disc        | Sub Pop Records    | SP34B      | [ 3 ]  |
| 1989 | Cassette            | Sub Pop Records    | SP34A      | [ 3 ]  |
| 1989 | LP record           | Sub Pop Records    | SP34       | [ 3 ]  |
| 1992 | Compact Disc        | Geffen Records     | 24433      | [ 3 ]  |
| 1995 | Compact Disc        | Geffen Records     | 1929       | [ 3 ]  |
| 2005 | LP record           | Phantom Records    | TUPLP6     | [ 3 ]  |
| 2005 | Compact Disc        | Warner Music Group | 9878700342 | [ 3 ]  |
| 2008 | LP record           | Warner Music Group | 7840034    | [ 24 ] |
| 2009 | LP record           | Sub Pop Records    | 70834      | [ 24 ] |
| 2009 | Compact Disc        | Sub Pop Records    | 70834      | [ 24 ] |
| 2009 | Rhino Entertainment | 5186561462         | [ 25 ]     |        |